# 上茶路駅

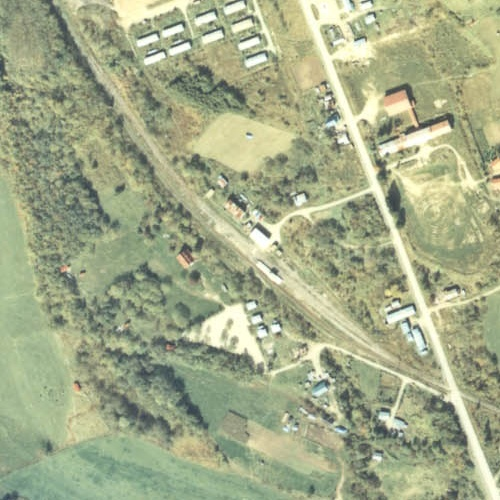
駅周辺を写した航空写真。画像中央が上茶路駅、右下方向が白糠駅方面、左上方向が北進駅方面。

上茶路駅（かみちゃろえき）は、北海道白糠郡白糠町上茶路にあった日本国有鉄道白糠線の駅（廃駅）である。事務管理コードは▲111908。

## 歴史

### 年表
- 1964年（昭和39年）10月7日：日本国有鉄道白糠線白糠駅 - 当駅間開通に伴い開業[1][3]。一般駅[1]。
- 1970年（昭和45年）4月　雄別炭鉱上茶路鉱閉山
- 1972年（昭和47年）9月8日：当駅 - 北進駅間延伸開通に伴い中間駅となる。
- 1974年（昭和49年）3月31日：荷物取扱い廃止[4]。無人化[5]（簡易委託化）。
- 1978年（昭和53年）10月1日：貨物取扱い廃止[1]。
- 1983年（昭和58年）10月23日：白糠線の廃線に伴い廃止となる[1]。

### 駅名の由来
所在地名より。茶路川の上流にあることによる命名である。

## 駅構造
廃止時点で、島式ホーム片面使用の1面1線を有する地上駅であった。そのほか、貨物取扱の名残である側線を有していた（1983時点で駅舎側に3本、うち2本は駅舎とホームをつなぐ構内踏切の部分のみ撤去されており、残り1本は踏切手前までの敷設であった。また転轍機は外されていた）。ホームは線路の東側（北進方面に向かって右手側）に存在し、上屋を有していた。
無人駅となっていたが、有人駅時代の駅舎が残っていた。乗車券類は簡易委託化されており、廃止時まで販売が行われていた。

## 利用状況
乗車人員の推移は以下の通り。年間の値のみ判明している年度は日数割で算出した参考値を括弧書きで示す。出典が「乗降人員」となっているものについては1/2とした値を括弧書きで乗車人員の欄に示し、備考欄で元の値を示す。
| 年度               | 乗車人員（人） | 乗車人員（人） | 出典  | 備考          |
| 年度               | 年間           | 1日平均        | 出典  | 備考          |
| ------------------ | -------------- | -------------- | ----- | ------------- |
| 1978年（昭和53年） |                | 4.0            | [ 8 ] |               |
| 1981年（昭和56年） |                | (1.5)          | [ 7 ] | 乗降客数は3人 |

## 駅周辺
- 北海道道665号上茶路上茶路停車場線
- 国道392号

## 駅跡
2010年（平成22年）時点では、ホーム（上屋及び駅名標も残存）、線路の一部（駅構内及び構内から上茶路跨線橋附近まで）、信号機、駅前広場が残存し、軌道自転車も放置されていた。2004年（平成16年）までは駅舎も残存したが、解体された。駅舎内には2001年（平成13年）時点では信号操作盤も残されていた。ホームの周囲にも木が茂り、林の中に還りつつある状況である。軌道自転車は、2011年（平成23年）に新得町の新内駅跡にある狩勝高原エコトロッコ鉄道に移設された。

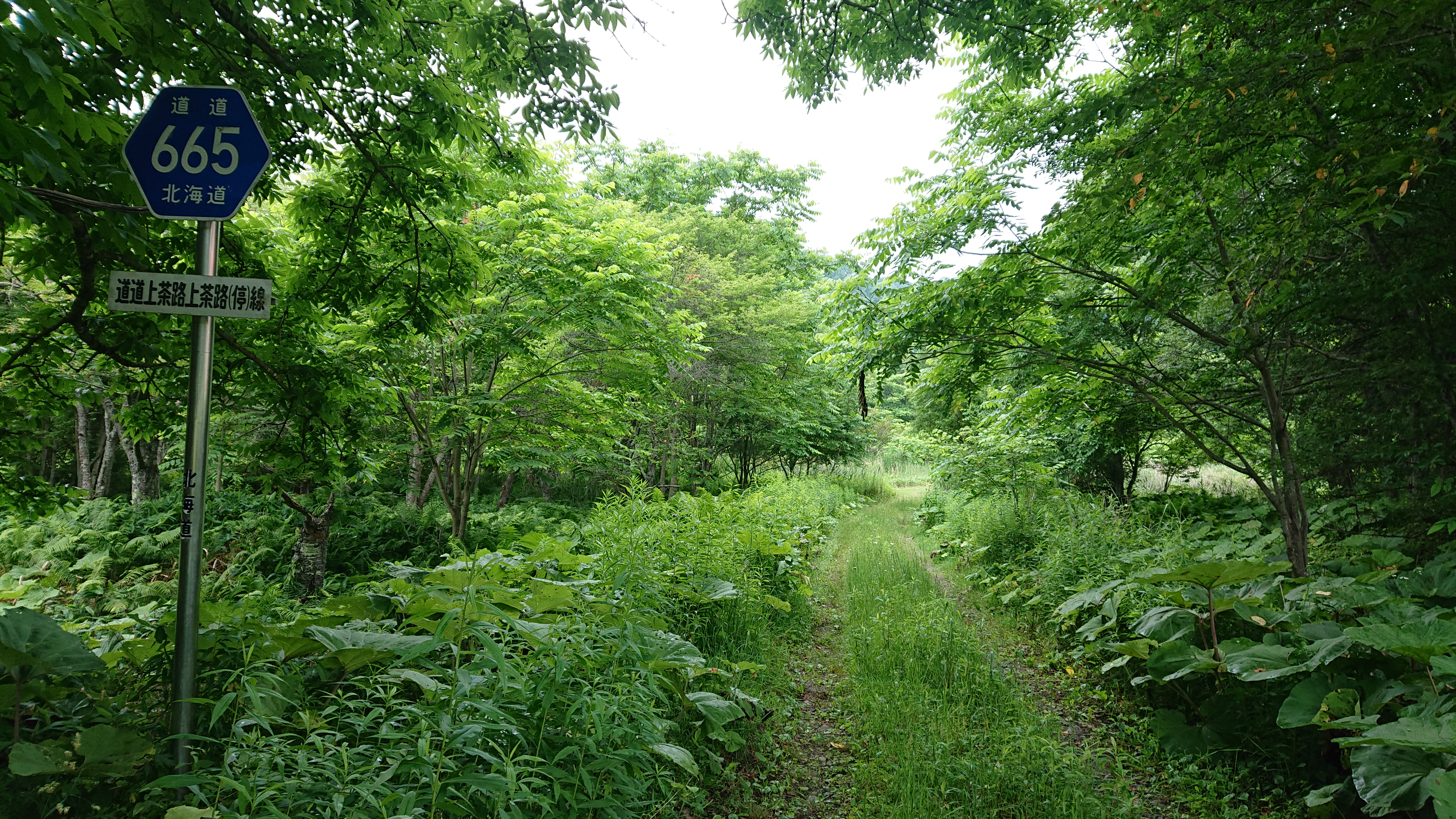
上茶路駅入口（北海道道665号上茶路上茶路停車場線）

駅前広場と国道392号の間50メートルほどは北海道道665号上茶路上茶路停車場線により接続している。なおこの区間は幅2メートル程度の未舗装路で、路面に草木が生い茂り、国道側からの接続地点には道路標示等がない。道道に入って左側数メートル地点には道道665号の標識があるが、国道側から見ると木に隠れており極めて判別しにくい状況にある。
駅付近は、荒地・雑木林が広がるほかは、目立つ人工物は国道392号と道道665号の接続地点に建物が1軒あるのみである。

## 隣の駅
日本国有鉄道
白糠線
縫別駅 - 上茶路駅 - 下北進駅